# Silnice II/407
Silnice II/407 je silnice II. třídy, která vede z Hladova do Dačic. Je dlouhá 20,7 km. Prochází dvěma kraji a dvěma okresy.

## Vedení silnice

### Kraj Vysočina, okres Jihlava
- Hladov (křiž. I/38)
- Stará Říše (křiž. I/23, III/4071)
- Vápovice (křiž. III/4072)
- Bohuslavice (křiž. III/4073)
- Nová Říše (křiž. II/112, peáž s II/152)

### Jihočeský kraj, okres Jindřichův Hradec
- Červený Hrádek (křiž. III/4074, III/4075)
- Hříšice
- Dačice (křiž. II/151, III/4076)